# Споры

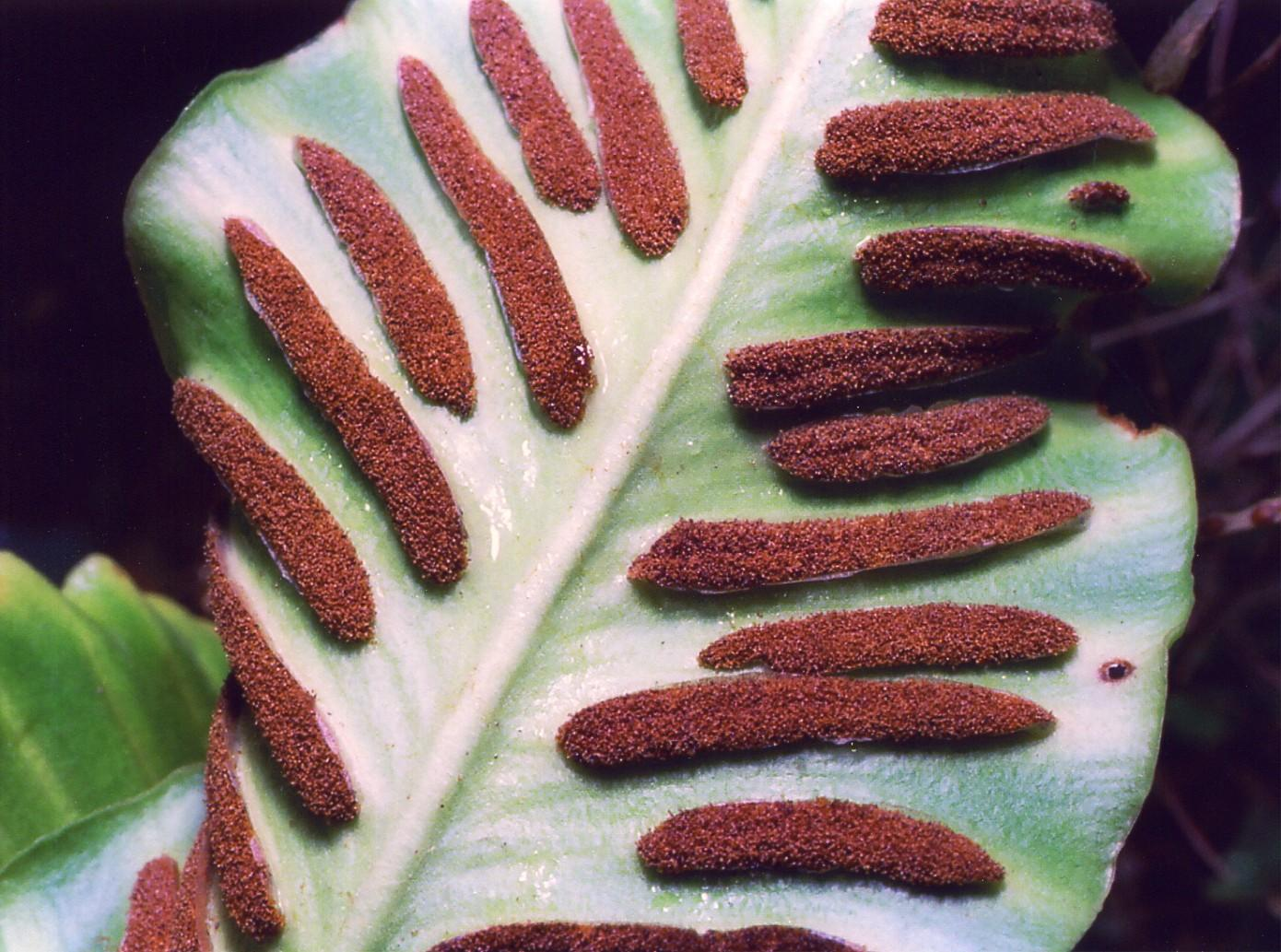
Споры растений

Спо́ры (от греч. σπορά, σπόρος — сев, посев, семя) — клетки растений и грибов, служащие для их размножения и рассеяния.

## Образование
Споры грибов и споры у низших растений образуются путём митоза (у грибов — митоспоры).
Споры у высших растений образуются путём мейоза (мейоспоры). Мейоспоры бывают одинаковые (у равноспоровых растений) либо двух типов — микро- и мегаспоры (у разноспоровых).
По месту образования различают эндоспоры, которые формируются в спорангиях, и экзоспоры, которые образовываются на поверхности (например, у некоторых плесневых грибов). У низших растений, которые селятся в воде, споры имеют жгутики для перемещения (например, зооспоры у водорослей). Существуют неподвижные споры водорослей без жгутиков — апланоспоры. Подвид апланоспор — автоспоры, характеризующиеся тем, что, находясь в материнской клетке, принимают все характерные черты последней (у коккоидных зеленых водорослей).

## Распространение
У наземных растений споры разносятся ветром и другими агентами, не имеют органов движения, защищены от высыхания твёрдой клеточной оболочкой. Их размер от 3—5 до 25—50 мкм, они имеют разнообразную форму. Срок жизни зооспор составляет от нескольких минут до 2—3 часов, спор в оболочке — от 10 дней до 3—5 лет, а головнёвых грибов — до 25 лет. Морфологические и онтогенетические особенности спор — важная таксономическая оценка, которая используется в спорово-пыльцевом анализе.

## Споры у других организмов
У паразитических простейших класса споровиков споры — одно- или многоклеточные образования, окружённые плотной оболочкой. Служат для распространения и переживания неблагоприятных условий.